# Brun des pélargoniums
Cacyreus marshalli
Espèce
Le Brun des pélargoniums (Cacyreus marshalli) est une espèce de lépidoptères de la famille des Lycaenidae et de la sous-famille des Polyommatinae.
Originaire d'Afrique australe, cette espèce a été introduite en Europe occidentale à la fin du XXe siècle et y est devenue invasive.

## Noms vernaculaires
- En français : le Brun des pélargoniums, l'Argus des pélargoniums[1].
- En anglais : Geranium Bronze[2].

## Description

### Papillon
L'imago du Brun des pélargoniums est un petit papillon d'une envergure de 15 à 23 mm pour le mâle et de 18 à 27 mm pour la femelle, au dessus marron bordé d'une frange blanche entrecoupée de marron, avec aux ailes postérieures une queue et un petit ocelle en position anale.
Le revers présente des dessins en lignes dans divers tons de marron, certains très colorés, et la même frange blanche entrecoupée de marron.
Les seules espèces ressemblantes en Europe sont Lampides boeticus et Leptotes pirithous (pour la présence des deux petites queues).

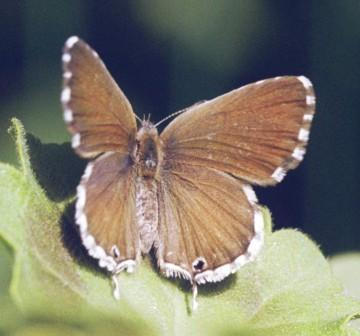
Dessus de l'imago.
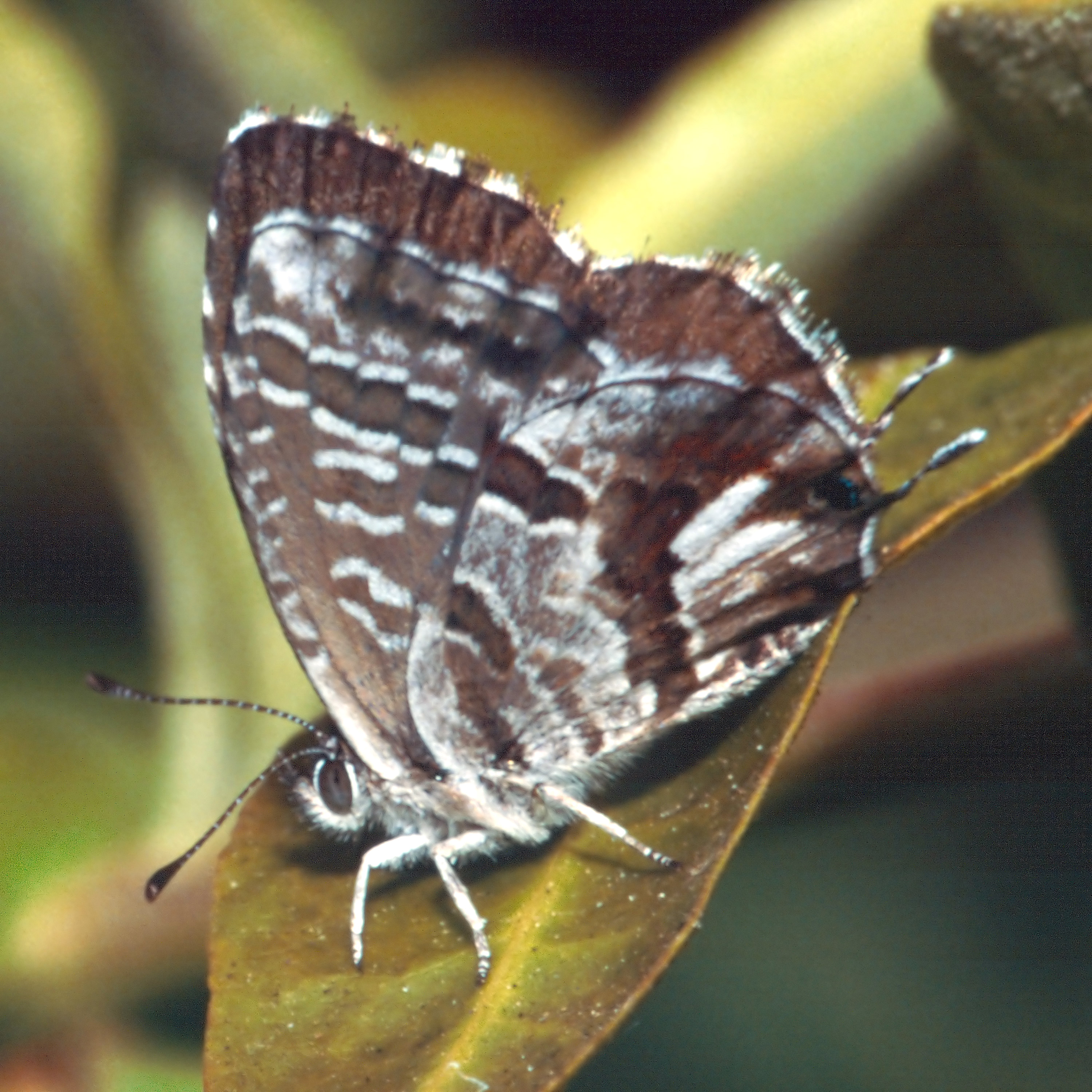
Revers de l'imago.
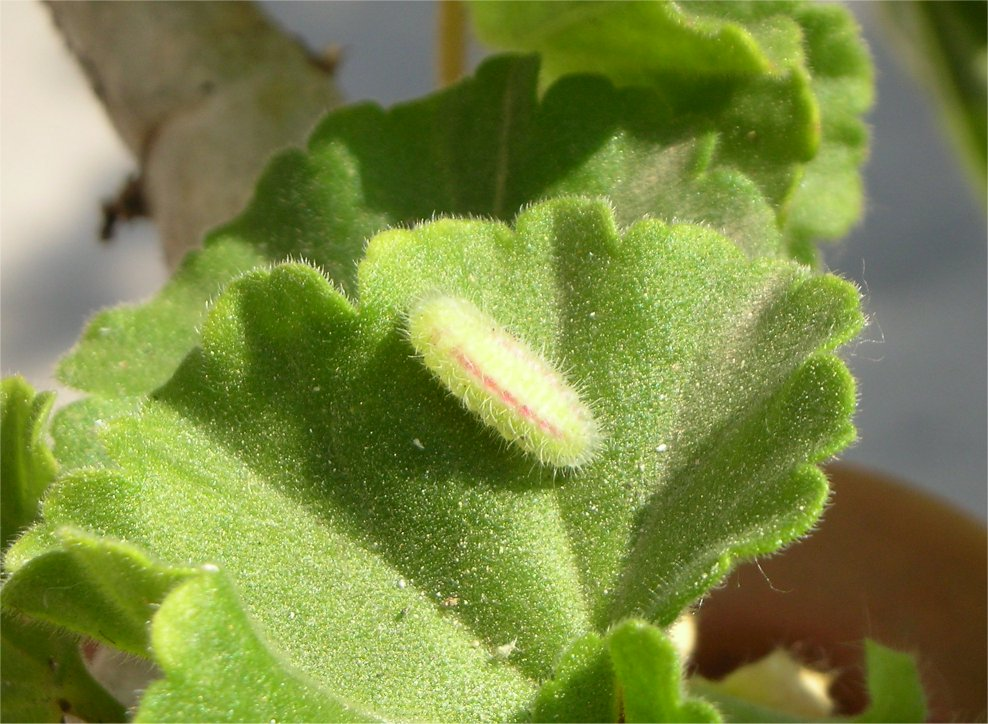
Chenille.
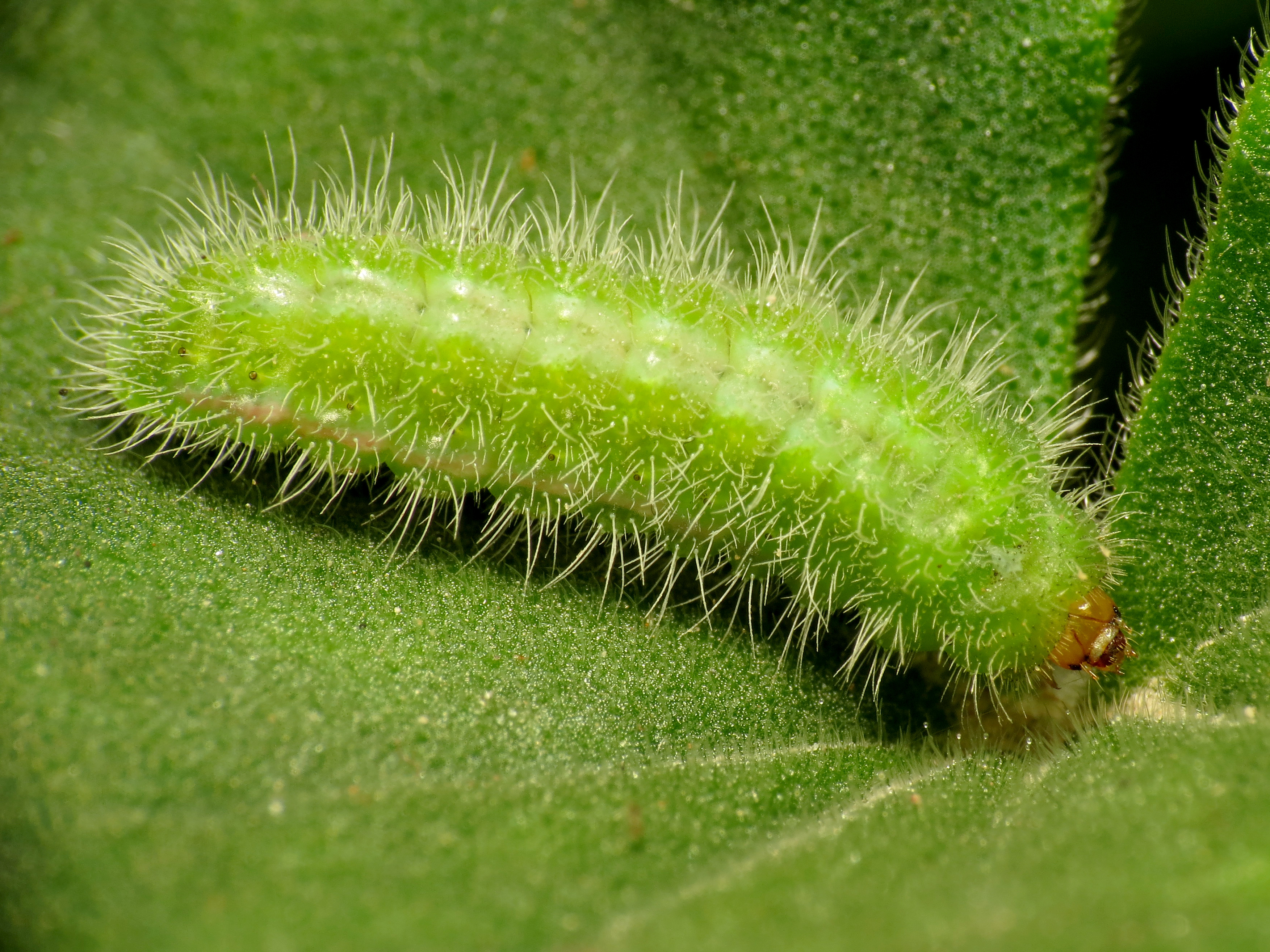
Autre chenille.

### Chenille
Les chenilles, d'abord de couleur vert tendre, changent de coloration, portent des marques roses formant des lignes sur le dos et des poils raides de couleur blanche, ce qui fait qu’on les confond avec les boutons floraux dans lesquels elles pénètrent (phénomène de mimétisme cryptique).

## Biologie

### Phénologie
Aux îles Baléares, on compte jusqu'à six générations du brun des pélargoniums par an.
En élevage, le cycle biologique dure en France autour d'un mois. Dans les Bouches-du-Rhône, l'adulte peut être observé dès le mois de janvier et jusqu'en mi-octobre en Charente.

### Plantes hôtes
La plante-hôte de sa chenille sont les Pelargonium et dit-on, les Geranium, Geranium sylvaticum, Geranium pratense, Geranium pyrenaicum, Geranium robertianum. Mais des travaux de l'INRA montreraient que les Geranium indigènes ne seraient pas plantes-hôtes et que seuls les Pelargonium seraient concernés.

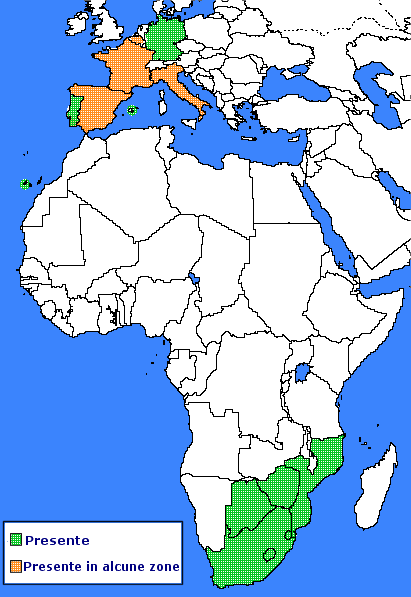
Carte de répartition. En vert : présent. En orange : présent dans certaines zones

## Écologie et distribution
Le Brun des pélargoniums est présent dans le sud de l'Afrique (Afrique du Sud, Mozambique, Zimbabwe), et a été introduit aux Baléares puis s'est étendu au Maroc, à l'Espagne, à la France, l'Italie et en Belgique. Il est également repéré en Suisse (Tessin notamment, mais aussi canton de Genève et quelques mentions plus septentrionales) et en Autriche.
L'espèce étant originaire d'Afrique du Sud, des stades immatures sont, selon toute vraisemblance, introduits accidentellement aux Baléares par transport avec des “géraniums” (Pelargonium). Observée à Majorque en 1988, l'espèce envahit rapidement l'île, puis le reste des Baléares, débordant sur l'Espagne continentale. Dès 1991, un brun des pélargoniums est capturé à Bruxelles. En 1996, des colonies sont repérées près de Rome. En 1997, l'espèce, déjà présente en Catalogne, au Portugal et au Maroc, est observée pour la première fois en France dans les Pyrénées-Orientales, ainsi qu'en Grande-Bretagne (Sussex). Elle s'établit dans la plupart des départements français au cours des deux décennies suivantes.
L'expansion du Brun des pélargoniums, soutenue par le goût des habitants des villes et des villages pour le « géranium » et l'absence de parasites et prédateurs spécifiques, n'a pas été freinée dans les dernières années par sa relative disparition des balcons, du fait des ravages causés par les chenilles de l'espèce qui se nourrissent de toutes les parties aériennes de la plante, notamment des fleurs et des bourgeons floraux. Il semblerait donc que son établissement en France, au moins dans les régions méditerranéennes, soit à présent réalisé. Pour certains, le réchauffement climatique favoriserait cette expansion.

### Biotopes
Il réside dans les jardins et tous les lieux où sa plante-hôte est cultivée : parcs, balcons et autres.

## Systématique
L'espèce Cacyreus marshalli a été décrite par le zoologiste britannique Arthur Gardiner Butler en 1898.

## Statut légal
Dans les régions où elle a été introduite, l'espèce peut être nuisible aux pélargoniums ornementaux.
En France, un arrêté ministériel la place dans la liste des organismes contre lesquels la lutte est obligatoire de façon permanente à La Réunion, et obligatoire sous certaines conditions en France métropolitaine.

### Liens taxonomiques
- (en) FUNET Tree of Life : Cacyreus marshalli
- (en) Animal Diversity Web : Cacyreus marshalli (consulté le 29 août 2014)
- (en) Catalogue of Life : Cacyreus marshalli Butler, 1897 (consulté le 16 décembre 2020)
- (en) Fauna Europaea : Cacyreus marshalli Butler, 1898 (consulté le 16 mars 2023)
- (fr) INPN : Cacyreus marshalli  Butler, 1898 (TAXREF)  (consulté le 29 août 2014)
- (en) NCBI : Cacyreus marshalli (taxons inclus) (consulté le 29 août 2014)
- (en) Tree of Life Web Project : Cacyreus marshalli (consulté le 29 août 2014)